# Casa de chá

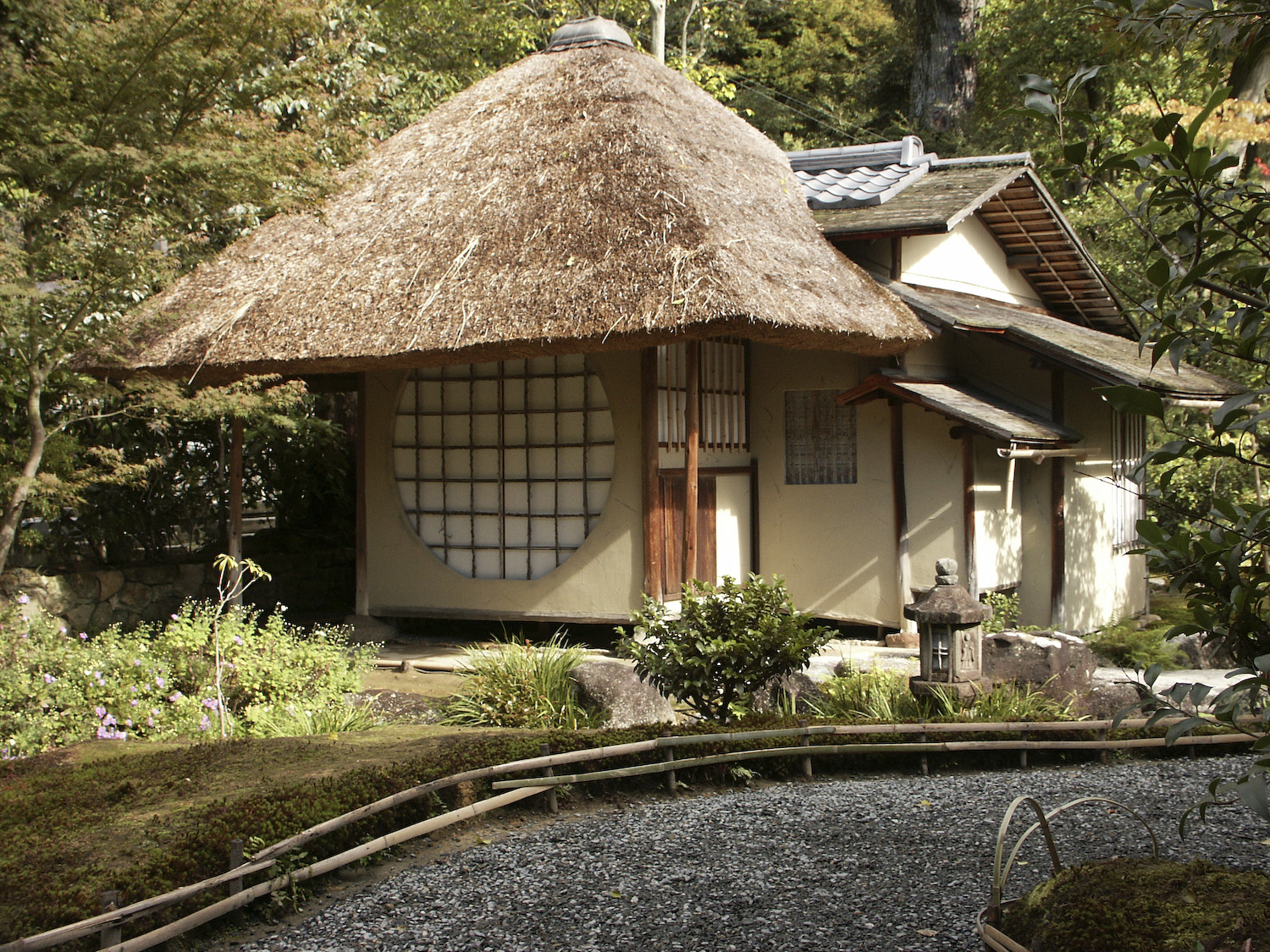
Ihōan, uma casa de chá em Quioto, Japão.

Uma casa de chá ou salão de chá é um local onde pessoas tomam chá. Sua função varia de acordo com a cultura do país em que está localizada.

## No Japão
No Japão, a casa de chá (茶室, chashitsu), é o espaço em que decorre a cerimônia do chá.
Esse espaço pode tomar formas tão distintas que vão desde uma simples sala no interior de uma casa até uma estrutura independente no meio de um jardim.[carece de fontes?]
As casas de chá distinguem-se pela sua dimensão e a sua área mede-se pelo número de tatami que a compõem. Um tatame (畳, tatami) mede aproximadamente 1,90 m x 0,95 m. As salas com 4 tatami e meio ou mais denominam-se por grandes hiroma (広間, hiroma) enquanto que as de área inferior a 4 tatami e meio se classificam de pequenas koma (小間, koma).
Uma casa de chá também pode referir-se a um lugar de entretenimento com gueixas, mas esse tipo de casas de chá tem um nome diferente em japonês: chaya (茶屋, chaya), e são normalmente estabelecimentos bastante exclusivos e reservados.